# Sint-Pieterskerk (Pellenberg)
De Sint-Pieterskerk is een kerkgebouw gelegen in het Belgische dorp Pellenberg in de gemeente Lubbeek in Vlaams-Brabant. De kerk staat op het Kerkplein dat het centrum van het dorp vormt. De Pellenbergse parochie, de Sint-Pieterskring, staat in voor het beheer van de kerk.
De naam van de Sint-Pieterskerk komt van de apostel Petrus.

## Geschiedenis
Het kapittel van de Leuvense Sint-Pieterskerk had in het ancien régime het patronaatsrecht over de kerk van Pellenberg. Dat maakte dat zij beslisten wie de lokale pastoor zou worden en dus ook naar welke patroonheilige de kerk vernoemd zou worden. Daarom delen beide kerken dezelfde naam: de Sint-Pieterskerk. Tussen de zestiende en negentiende eeuw bestaat een dubbel patroonschap omdat de kerk van Pellenberg ook Sint-Servatius vereerde.
De toren van de Sint-Pieterskerk werd gebouwd rond 1200 als deel van een Romaanse kerk. De ligging van de kerk en zijn toren hadden een strategisch nut aangezien deze op het hoogste punt van het Hageland ligt (104 meter) en zo als uitkijktoren kon dienen. Daarom werd het dorp Pellenberg met bijhorende kerk meermaals verwoest, onder meer in 1635 tijdens de Frans-Spaanse oorlog. Op het einde van de achttiende eeuw, rond 1780, werd de kerk heropgebouwd in classicistische stijl.
Over de stichting van de Romaanse kerk rond 1200 zijn geen gegevens. Er is ook weinig bekend over andere wijzigingen die de kerk doorheen de jaren nog heeft meegemaakt.

## Gebouw
De Sint-Pieterskerk heeft een vierkante westtoren in Romaanse stijl met vier bouwlagen. Het gebruik van witte kalkzandsteen en bruine ijzerzandsteen wisselt af in banden. In de westmuur van de toren staat een rond venster. De verschillende houten verdiepingen staan in verbinding met ladders. De toren heeft twee bijgebouwen: aan de zuidzijde een ingangsportiek en aan de noordzijde een doopkapel. De ingangsportiek heeft een rondboogpoort in natuursteen. De doopkapel heeft een klein steekboogvenster.
Het kerkgebouw bestaat uit baksteen en kalkzandsteen en een zadeldak uit natuurleisteen. De Sint-Pieterskerk heeft een eenbeukig schip met vier traveeën en is overdekt met een stucgewelf. De lunetvormige vensters zijn verdeeld in de vorm van een waaier. Toscaanse pilasters ondersteunen het wandvlak en het gewelf. Het koor, dat polygonaal is afgesloten, en de sacristie, met lessenaarsdak, sluiten aan op elkaar.
Het meubilair staat er voornamelijk sinds de heropbouw in de achttiende eeuw. Bij dit meubilair hoort het orgel dat beschermd is als monument. Hiernaast is er ook een grote verzameling aan gotische en barokke beeldhouwwerken aanwezig die gemaakt zijn rond het jaar 1500:
- Christus op de koude steen[8]
- Gekruisigde Christus[8]
- Triomfgroep: gekruisigde Christus, Heilige Maagd en Heilige Johannes[8]
- Heilige Antonius[8]
- Heilige Petrus[8]
- Heilige Servatius[8]
- Heilige Hubertus[8]
- Heilige Catharina van Alexandrië[8]
- Heilige Barbara[8]
- Tronende Maria met kind[8]

De Sint-Pieterskerk in Pellenberg is bijna volledig beschermd als erfgoed:
- het orgel is beschermd als monument sinds 1981[6]
- de kerkhofmuur is beschermd als monument sinds 1994[6]
- het geheel van de kerk, het kerkhof en de kerkhofmuur is beschermd als stads- of dorpsgezicht sinds 1994[6]
- de parochiekerk is vastgesteld als bouwkundig erfgoed in 2009[6]